# Niewidzialni (album Czarno-Czarnych)
Niewidzialni – drugi studyjny album polskiego zespołu Czarno-Czarni. Płytę nagrano w studiu Zbigniewa Preisnera w Niepołomicach. Na krążku zespół pozostał wierny rubasznemu poczuciu humoru i radosnemu graniu. Najbardziej znane piosenki z wydawnictwa to „Śpiąca Jola” oraz cover zespołu Christie „Yellow River” („Jedzą rybę”). Album uzyskał status Złotej płyty.

## Lista utworów
1. „Śpiąca Jola”
2. „Kaczuszka”
3. „007”
4. „Głupia”
5. „Jedzą rybę”
6. „Wydłubany miś”
7. „Plaża w kolorze blond”
8. „Ostatni mecz”
9. „Szpieg o pseudonimie Irena”
10. „Pryszcz”
11. „Nie unikaj mnie”
12. „Heniek i Ewa”
13. „Powrót szpiega Ireny”

## Twórcy
- Jarosław Janiszewski „Doktor” – śpiew
- Jacek Jędrzejak „Dżej Dżej” – gitara basowa, śpiew
- Roman Lechowicz „Piękny Roman” – gitara, śpiew
- Jarosław Lis „Dżery” – perkusja śpiew
- Piotr Sztajdel „Gadak” – instrumenty klawiszowe

oraz
- Sebastian Sołdrzyński – trąbka
- Leszek „Czubek” Wojtas – realizacja